# Beatrice Sacchi
Beatrice Sacchi (Mantova, 12 agosto 1878 – Torino, 13 febbraio 1931) è stata una saggista, pubblicista e attivista italiana.

## Biografia
Figlia del patriota Achille Sacchi e della femminista Elena Casati, nonché sorella di Ada Sacchi Simonetta, si laureò in matematica all'Università di Bologna. Insieme a Paolina Schiff, Irma Melany Scodnik, Emilia Mariani e Linda Malnati fu una delle più importanti femministe italiane dei primi anni del Novecento. Collaborò con l'Avanti!, l'Unione femminile nazionale, Vita femminile italiana, La Vita, Il giornale per la donna e L'Alleanza. Nel 1906, sfruttando un'incongruenza legislativa riguardo al diritto di voto, si iscrisse nelle liste elettorali del comune di Budrio. L'evento destò scalpore e diede enorme risalto alla lotta al suffragio femminile.
Trasferitasi a Roma, divenne membro del Comitato direttivo della biblioteca dell'Associazione per la donna. Convisse con l'amica femminista Anita Pagliari fino al matrimonio con Alberto Ducceschi, di breve durata. Fu inoltre vicepresidente del Comitato Pro Voto e membro del Comitato per la ricerca della paternità. Pur se vicina ai socialisti, difese sempre con fermezza la lotta al suffragio femminile anche quando questi ne ostacolarono il percorso, prediligendo la lotta classista.
Insieme a sua sorella Ada, nel 1923 prese parte all'organizzazione del IX Congresso dell'IWSA che si tenne a Roma. Alla promessa di Benito Mussolini di concedere il diritto alle donne, Sacchi rimase disillusa, a differenza di altre colleghe come Teresa Labriola, Regina Terruzzi e Margherita Sarfatti. Criticò fortemente il regime fascista per l'esclusione della donna dalla vita pubblica. Morì nel 1931.
Fu molto attiva nell'Ordine massonico Le Droit Humain.